# 視覺藝術博物館
視覺藝術博物館（荷蘭語：Museum de Fundatie）是位於荷蘭兹沃勒的一座以視覺藝術為主題的博物館。

## 历史
這座博物館專門收集展示視覺藝術的藏品，每三個月舉辦一次新的挑戰。2015年，視覺藝術博物館的參觀人數達31萬人。

## 外部連結

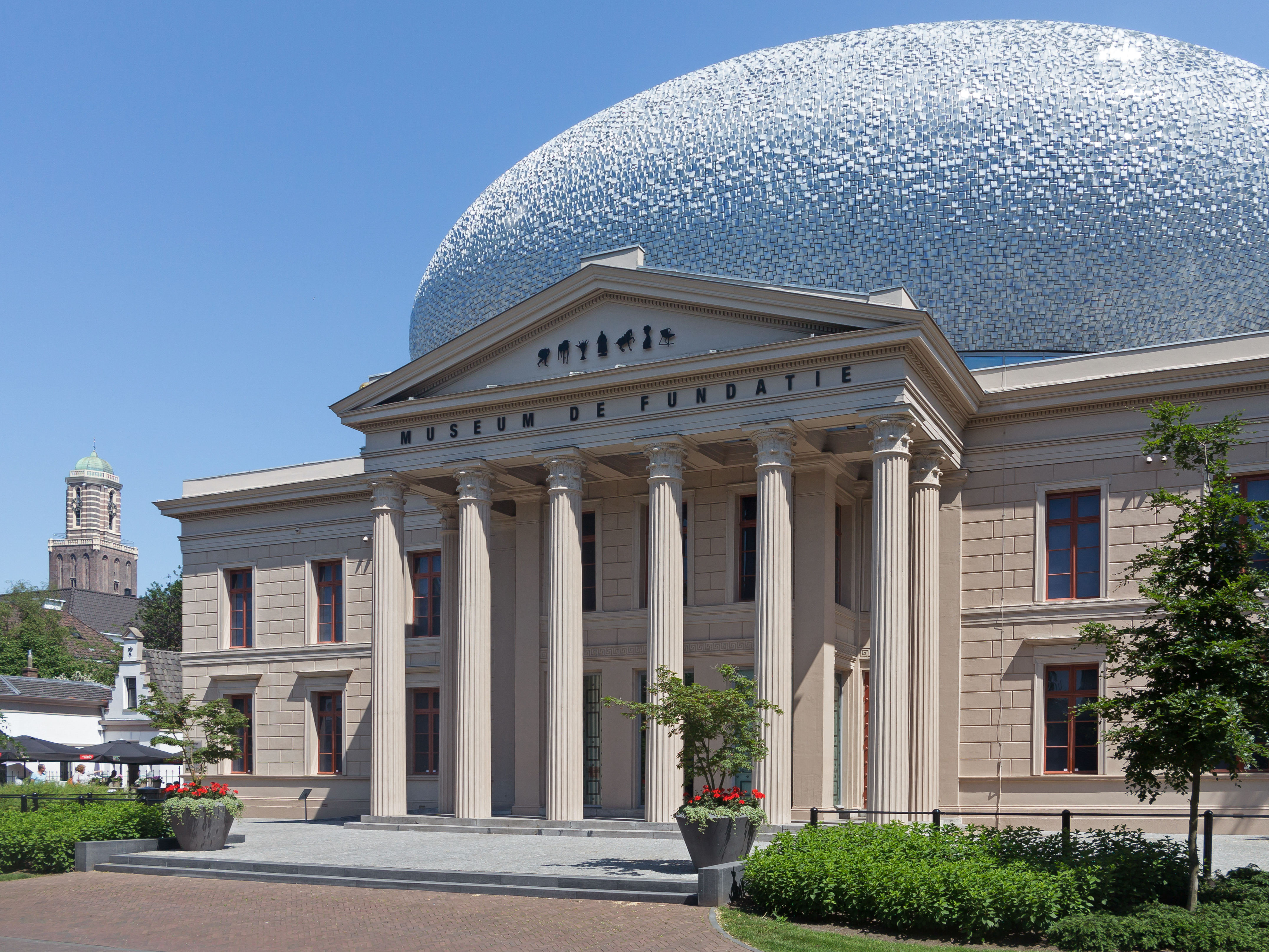
視覺藝術博物館

- Museum de Fundatie （页面存档备份，存于）, official website